# Supercopa Asiática
A Supercopa Asiática foi uma competição anual de futebol, disputada entre os vencedores do Campeonato Asiático de Clubes e da Recopa Asiática. A competição foi realizada entre 1995 e 2002 e foi extinta depois que as duas competições foram fundidas pela Confederação Asiática de Futebol, originando a Liga dos Campeões da AFC.

## Campeões
| Ano            | Campeão                 | Placar                | Vice               |
| -------------- | ----------------------- | --------------------- | ------------------ |
| 1995 Detalhes  | Yokohama Flügels        | 1 - 1 3 - 2           | Thai Farmers Bank  |
| 1996 Detalhes  | Seongnam Ilhwa Chunma   | 5 - 3 1 - 0           | Bellmare Hiratsuka |
| 1997 Detalhes  | Al-Hilal                | 1 - 0 1 - 1           | Pohang Steelers    |
| 1998* Detalhes | Al Nassr                | 1 - 1 0 - 0           | Pohang Steelers    |
| 1999* Detalhes | Jubilo Iwata            | 1 - 0 1 - 2           | Al-Ittihad         |
| 2000 Detalhes  | Al-Hilal                | 2 - 1 1 - 1           | Shimizu S-Pulse    |
| 2001 Detalhes  | Suwon Samsung Bluewings | 2 - 2 2 - 1           | Al-Shabab          |
| 2002 Detalhes  | Suwon Samsung Bluewings | 1 - 0 0 - 1 4 - 2 pen | Al-Hilal           |

* O campeão foi definido pelo maior número de gols como visitante.

### Títulos por clube
| Clube                   | País           | Títulos         | Vices           |
| ----------------------- | -------------- | --------------- | --------------- |
| Al-Hilal                | Arábia Saudita | 2 (1997 e 2000) | 1 (2002)        |
| Suwon Samsung Bluewings | Coreia do Sul  | 2 (2001 e 2002) | 0               |
| Al Nassr                | Arábia Saudita | 1 (1998)        | 0               |
| Seongnam Ilhwa Chunma   | Coreia do Sul  | 1 (1996)        | 0               |
| Jubilo Iwata            | Japão          | 1 (1999)        | 0               |
| Yokohama Flügels        | Japão          | 1 (1995)        | 0               |
| Pohang Steelers         | Coreia do Sul  | 0               | 2 (1997 e 1998) |
| Al-Ittihad              | Arábia Saudita | 0               | 1 (1999)        |
| Al-Shabab               | Arábia Saudita | 0               | 1 (2001)        |
| Bellmare Hiratsuka      | Japão          | 0               | 1 (1996)        |
| Shimizu S-Pulse         | Japão          | 0               | 1 (2000)        |
| Thai Farmers Bank       | Tailândia      | 0               | 1 (1995)        |

### Títulos por país
| Clube          | Títulos | Vices |
| -------------- | ------- | ----- |
| Arábia Saudita | 3       | 3     |
| Coreia do Sul  | 3       | 2     |
| Japão          | 2       | 2     |
| Tailândia      | 0       | 1     |

### Por competição
| Competição                | Títulos | Vices |
| ------------------------- | ------- | ----- |
| Liga dos Campeões da Ásia | 5       | 3     |
| Recopa Asiática           | 3       | 5     |

## Ver Também
- Liga dos Campeões da AFC
- Copa da AFC
- Copa dos Presidentes da AFC
- Recopa da AFC
- Copa dos Campeões do Leste Asiático
- Copa do Golfo
- Liga dos Campeões Árabes
- Recopa Árabe
- Supercopa Árabe
- Copa Árabe dos Clubes Campeões